# 동석기
동석기(董錫琪, 1881년 4월 6일 ~ 1971년 12월 26일)는 대한제국 독립운동가 겸 기독교 감리회 목사이다.

## 별칭
호(號)는 이곡(泥谷)·지명(支銘)·우원(雨園)·은향(恩鄕)·박토(博土)·평토(平土)·남양(南陽)·평농(平農)이며 지난날 한때 1903년 청나라 만저우 지방 지린 성 랴오위안과 쑹위안에서 간이 거주 시절 사용한 중국어 가명(中國語 假名)은 인전(殷震, 은진)·둥셴쭝(董獻宗, 동헌종)이다.

## 생애

### 일생
함경도 북청군 이곡면 초동리 1748번지(咸鏡道 北靑郡 泥谷面 初洞里 1748番地)에서 출생하였으며 지난날 한때 청나라 만저우 지방 펑톈 성 펑톈에서 잠시 유아기를 보낸 적이 있는 그는 그 후 경기도 수원군 음덕면 남양리 86번지(京畿道 水原郡 陰德面 南陽里 86番地)로 이주하였고 1899년 3월에서 1902년 6월까지 대한제국 하급 관료(대한제국 강원도 춘천군 동산면 예하 면서기관) 직책을 지낸 그는 1902년 6월에 대한제국 관료 직책을 사퇴하였으며 1903년 1월에서 1906년 2월까지 청나라 만저우 지방 지린 성 랴오위안과 쑹위안과 바이청에서 간이 거주한 그는 그 후 1906년 2월에 대한제국 고국에 귀국과 함께 경기도 수원 향리에 귀향하여 경술국치 사태 후 1916년 기독교 목사 안수를 받은 그는 1919년 3월 1일을 기하여 탑동공원(塔洞公園)에서 거행된 대한 독립 만세 운동에 참가하였다.
그 당시 북감리교 목사로 재직 중이던 그는 평소 친분이 두터웠던, 3·1 운동의 주도자 33인 중 일원인 기독교 신자 박희도(朴熙道)를 통해 3·1 운동 관련 계획을 접하고, 이에 적극 동참했다.
그는 3·1 대한 독립 만세 운동의 추진 과정에서 북감리교 계파의 운동을 적극 주도했으며, 거사 당일인 1919년 3월 1일에는 오후 2시 탑동에서 거행된 대한독립선언식에 참가하였다. 대한독립선언식 거행 직후 그는 오후 2시 30분 경, 학생·시민들과 함께 대한 독립 만세를 외치며 시내를 행진하던 중 일경에 피체되었다. 결국 그는 이 일로 1919년 11월 6일 경성지방법원에서 소위 보안법으로 징역 7개월형, 집행유예 3년을 받았다. 그 후 1923년에 경기도 시흥 지방으로 낙향하여 농사와 서예 등으로 소일하던 중 1945년 경기도 시흥에서 8·15 조선 광복을 목도하였으며 1945년 11월에 경기도 수원 향리로 귀향하였다. 그 후 1948년 2월 15일에서 1948년 5월 31일까지 한국독립당 대표전임고문 겸 대표전임위원 직위를 지낸 그는 1948년 5월 31일을 기하여 한국독립당 대표전임고문 겸 대표전임위원 직위를 사퇴 및 한국독립당 탈당을 하였다. 그 후로는 경기도 수원에서 목회와 농사 및 서예로 소일하며 만년을 지냈다.

## 사후
대한민국 정부에서는 고인의 공훈을 기리고자 1996년 6월 6일을 기하여 대한민국 대통령 표창장을 추서하였다.